# AI Comae Berenices
AI Comae Berenices (AI Com / 17 Comae Berenices / HD 108662) es una estrella variable de magnitud aparente media +5,24 situada en la constelación de Coma Berenices. 
Se encuentra a 270 años luz de distancia del sistema solar.
AI Comae Berenices es una estrella blanca de tipo espectral A0p, clasificada también como subgigante A1IVp. Tiene una temperatura efectiva de 10.330 K y brilla con una luminosidad 66 veces mayor que la luminosidad solar. Su masa es 2,6 veces mayor que la del Sol y tiene una edad estimada de 263 millones de años.
Con un radio aproximadamente 2,2 veces más grande que el radio solar, gira sobre sí misma con una velocidad de rotación de al menos 18 km/s.
AI Comae Berenices es una estrella químicamente peculiar que presenta contenidos anómalos de metales —en concreto de estroncio, cromo y europio— en su superficie.
Su brillo es variable, fluctuando 0,17 magnitudes en un período de 5,0633 días.
Está clasificada como variable Alfa2 Canum Venaticorum —Alioth (ε Ursae Majoris) y Alpheratz (α Andromedae) son las representantes más brillantes de esta clase— y como variable Delta Scuti.